# Reinhold Tüxen

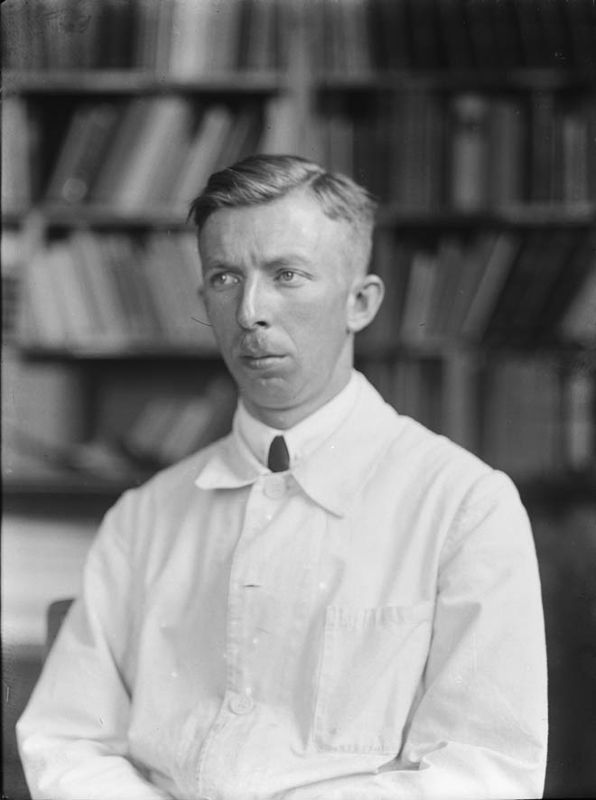
Reinhold Tüxen, 1927

Reinhold Hermann Hans Tüxen (* 21. Mai 1899 in Ulsnis (Schleswig-Holstein); † 16. Mai 1980 in Todenmann) war ein deutscher Botaniker und Pflanzensoziologe. Er war neben Erich Oberdorfer einer der frühen Förderer und Begründer der heutigen modernen Pflanzensoziologie in Deutschland. Er entwickelte das Konzept der potenziellen natürlichen Vegetation und etablierte und prägte Institutionen, Fachgesellschaften und Fachzeitschriften, die bis heute, meist in veränderter Form, bestehen. Sein botanisches Autorenkürzel lautet Tüxen, in der Pflanzensoziologie ist auch das Kürzel Tx. in Gebrauch.

## Leben
Reinhold Tüxen wurde als Sohn des Lehrers Hermann Christian Tüxen und dessen Ehefrau Anna Catharina Tüxen, geb. Lüthge, geboren. Er wuchs im ländlichen Norden Schleswig-Holsteins auf, in der Schleiregion von Angeln, zwischen den Städten Schleswig und Kappeln. Durch den Einfluss eines Lehrers entwickelte er ein großes Interesse für die Chemie. Tüxen legte 1917 das Notabitur ab und nahm anschließend am Ersten Weltkrieg teil. 1926, kurz nach seiner Promotion, heirateten Reinhold Tüxen und Johanna Berger aus Haltingen. Das Paar hatte sich während des Studiums in Heidelberg kennengelernt. Aus der Ehe gingen drei Söhne hervor: Jes Tüxen (1929–2015), der ein bedeutender Moorbotaniker werden sollte, Fritz Tüxen und Hans Tüxen. Die Familie lebte zunächst in Hannover, später in Stolzenau an der Weser und zu Tüxens Pensionierung 1963 in Todenmann bei Rinteln.

### Frühe wissenschaftliche Laufbahn
Tüxen studierte in Heidelberg von 1919 bis 1925, zunächst auch Archäologie, legte seinen Schwerpunkt dann aber auf Chemie, Botanik, Zoologie und Geologie. Anschließend studierte er Pflanzensoziologie bei Josias Braun-Blanquet an der ETH Zürich und in Montpellier. Der Kontakt zu Braun-Blanquet, der als eigentlicher Begründer der Pflanzensoziologie gilt, war prägend für die weitere Ausrichtung von Tüxens gesamtem Wirken. Über die folgenden Jahrzehnte verband beide eine enge Freundschaft und sie unternahmen zusammen mehrere Forschungsreisen.
Nach dem Studium kam Tüxen 1925 auf Empfehlung des Botanikers Ludwig Jost an das Provinzialmuseum Hannover. Dort baute er die Provinzialstelle für Naturdenkmalpflege auf, die 1934 in Provinzialstelle für Naturschutz umbenannt wurde und er blieb noch bis 1939 ihr Leiter.
1926 wurde Tüxen an der Universität Heidelberg mit einer Arbeit zur organischen Stickstoffchemie, ein später sehr relevantes Thema für die Landwirtschaft, bei Theodor Curtius mit summa cum laude promoviert. Im Dezember 1930 habilitierte er sich an der Tierärztlichen Hochschule Hannover zum Thema Grünlandassoziationen Nordwestdeutschlands. Die dafür nötige Feldforschung hatte er in den vorherigen Jahren durchgeführt. Ebenfalls 1930 unternahm er seine erste außereuropäische Forschungsreise, die ihn nach Tunesien führte. In Hannover gründete er im Mai 1931 die Arbeitsstelle für theoretische und angewandte Pflanzensoziologie der Tierärztlichen Hochschule Hannover und baute einen Botanischen Garten auf, der als einer der ersten an pflanzensoziologischen Erkenntnissen ausgerichtet wurde. 1939 wurde im Rahmen der NS-Zentralisierung seine Arbeitsstelle zur Zentralstelle für Vegetationskartierung des Reiches und Tüxen deren Leiter und außerplanmäßiger Professor. Gleichzeitig gab er seine Tätigkeit an der Provinzialstelle für Naturschutz auf. 1943 wurde der Sitz der Zentralstelle wegen zunehmender Luftangriffe auf Hannover nach Stolzenau an der Weser verlegt.

### Arbeiten in der NS-Zeit von 1933 bis 1945

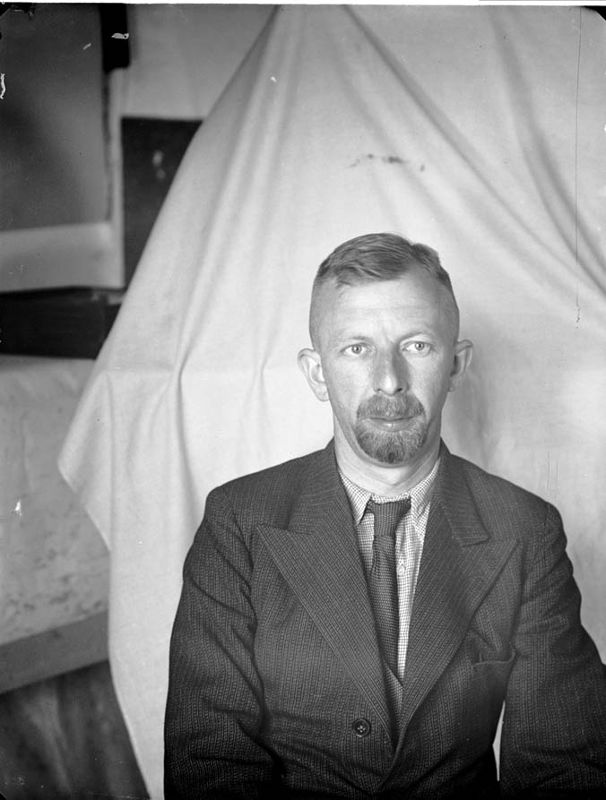
Reinhold Tüxen, 1937

1933 konnte er seine pflanzensoziologischen Kartierungen weiterführen, da er nun die gesamte Provinz Hannover kartieren sollte. Den Auftrag erteilte Landeshauptmann Ludwig Geßner (NSDAP). Für die Kartierungen konnte Tüxen bereits 1934 auf 42 Mitarbeiter zurückgreifen, worunter der junge Heinz Ellenberg war und sie stellten im selben Jahr die Vegetationskartierung weiter Teile Norddeutschlands fertig. Daraus ging die bedeutende Monografie „Die Pflanzengesellschaften Nordwestdeutschlands“ hervor. Das unmittelbare Ziel des Geldgebers, der Provinz Hannover, war die Frage der angemessenen Landnutzung also wirtschaftliche Gründe.
1934 erhielt Tüxens Arbeitsstelle an der TH Hannover den Auftrag für den Bau der Reichsautobahnen Vegetationskartierungen durchzuführen von Alwin Seifert (NSDAP), der als Reichslandschaftsanwalt die Verbindung der geplanten Autobahnen mit der deutschen Landschaft herstellen sollte. Die Arbeitsstelle sollte außerdem Vorschläge erstellen, welche Pflanzen als bodenständig anzusehen, und welche am besten den bestehenden Klima- und Bodenverhältnissen entsprachen. Ziel war es, den Pflegeaufwand für Mittel- und Randstreifen sowie Böschungen durch die Auswahl widerstandsfähiger Pflanzen möglichst gering zu halten. Grundlage der Auswahl waren ideologische und naturwissenschaftliche Kriterien.
1936 und 1937 war Tüxen in die Planung des Reichsparteitagsgeländes in Nürnberg involviert. Er machte Vorschläge für die Auswahl der Rasenmischung, die optimal an die Belastungen der dort durchgeführten Aufmärsche angepasst sein musste, wie auch für die Bepflanzung des Geländes. Seine Empfehlung zu einem Eichen-Birkenwald führte zu der Anpflanzung von etwa 42.000 Laubbäumen. Außerdem empfahl Tüxen die Pflanzung von Ginster, Aspen und Birken, um dem neu geschaffenen SA-Lager einen waldmäßigen Charakter zu geben.
1938 sollte Tüxen ein Gutachten im Rahmen des beschleunigten Baus des Westwalls erstellen. Dafür sollte er kartieren und Vorschläge zur Bepflanzung der Bunkerbauten und damit deren Tarnung machen. Fritz Todt (NSDAP), der für den Autobahnbau verantwortliche Generalinspektor beauftragte ihn damit.
Josias Braun-Blanquet ordnet die Arbeiten im Rahmen des Baus der Autobahnen und des Reichsparteitagsgeländes allerdings in die Reihe der vielfältigen Gutachten ein, die Tüxen im Rahmen seiner Arbeitsstelle für verschiedene Vorhaben anfertigte, darunter auch Entwässerungsgebiete und pflanzensoziologische Gärten.
1939 bei Ausbruch des Zweiten Weltkriegs wurde Tüxen zum Wehrdienst eingezogen. Die Protektion des Reichsforstamts ermöglicht es ihm allerdings, im gleichen Jahr aus dem Militär auszuscheiden und zu seiner Tätigkeit zurückkehren. Grundlage war vermutlich ein Beschluss Hermann Görings, der letztlich Tüxen beauftragte, eine Vegetationskartierung des gesamten Deutschen Reiches durchzuführen. Tüxen erhielt u. a. die Aufgabe zu einer Vegetationskartierung in der Nähe des Konzentrationslagers Auschwitz, das später zum Vernichtungslager ausgebaut wurde. Er vermerkte selbst 1942: In der Nähe von Auschwitz (Ost-Oberschlesien) wurde von einem größeren Gebiet eine Vegetationskartierung als Grundlage der Neuordnung aller Wirtschaftsverhältnisse hergestellt. (*24, Bearbeiter, Frl. von Rochow, Sauer, Tx., 1:25 000).
1942 stritten Albert Speer als Nachfolger von Fritz Todt und Göring als Reichsforstmeister um die Auslastung des Personals Tüxens für ihre jeweiligen Ressorts. Göring forderte, dass nun für die Belange des Generalinspektors für Wasser und Energie und deutsches Straßenwesen eine eigene Unterabteilung eingerichtet würde, die dieser auch selbst finanzieren sollte. Tatsächlich verhinderte jedoch bis 1943 Reichsfinanzminister Johann Ludwig Graf Schwerin von Krosigk die Umsetzung dieses Vorhabens, da er darin keine Bedeutung für den Kriegserfolg sah. Dieser Widerstand währte aber nicht lange, denn am 11. März 1943 wurden folgende Aufgaben und Vorhaben als kriegswichtig eingeordnet bzw. legitimiert: Pflanzensoziologische Beratung von Tarnungsarbeiten an der Atlantik-, Kanal- und Nordseeküste und evtl. Mittelmeerküste, die schon im Nov. 1942 für Belgien und Nordfrankreich begonnen wurden. Von dem besetzten Russland soll eine Vegetationskartierung 1:1 Mill. In Verbindung mit Herrn Landesrat Niemeyer von der Planung Ost vom Reichsministerium für Bewaffnung und Munition erarbeitet werden. Die Feldarbeiten sollen am 1. Mai 1943 beginnen. Die Vorarbeiten sind bereits angelaufen. Ziel war eine Systematik der Pflanzengesellschaft Russlands und zwar in Bezug auf Wald, Grünland und Ackerunkrautgesellschaften. Dazu solle das gesamte Personal der Arbeitsstelle für theoretische und angewandte Pflanzensoziologie der Tierärztlichen Hochschule und der Zentralstelle restlos eingesetzt werden. Hinzu kamen als weitere Aufgaben die Kartierung des Wassereinzugs- und -entnahmegebietes der Hermann-Göring-Werke und des Hochwassergebietes um Dessar. Die Kartierungen im Bereich Forst wurden ausgesetzt.
Tüxen vermittelte der 1943 gegründeten Forschungsstaffel z. b. V. seine Mitarbeiter. Diese Einheit hatte die Aufgabe, schwer zugängliche Regionen für Truppen zu identifizieren. Tüxens Mitarbeiter hatten die Aufgabe, die Luftbilder der Forschungsstaffel auszuwerten. Dabei ging es zum Beispiel um Einschätzungen, inwieweit ein Gelände für schwere Panzerfahrzeuge geeignet sei, oder um die Möglichkeit der militärischen Tarnung vor Ort.
Der Historiker Nils M. Franke bezeichnet das Verhältnis Tüxens zum Nationalsozialismus als ungenügend untersucht. Tüxen habe in dieser Zeit allerdings Karriere gemacht und mit seiner damaligen Ausprägung der Methode der heutigen potenziellen natürlichen Vegetation einen wichtigen ideologischen Baustein zur scheinbaren Verwissenschaftlichung der Blut-und-Boden-Ideologie geliefert. An einigen Darstellungen Frankes wird kritisiert, dass es sich um vage Andeutungen handele, die trotz Verfügbarkeit weiterer Informationen ohne weitere Recherchen in den Raum gestellt werden.
Eine kritische Haltung gegenüber dem NS-Staat zeigt sich dadurch, dass Tüxen als politisch unzuverlässig galt und später „in Gefahr [war] von der S.S. als Leiter der Provinzialstelle ausgebootet zu werden“. Tüxen erreichte die Freilassung von französischen Forscherkollegen aus der Kriegsgefangenschaft. Die Franzosen wirkten an seiner Arbeitsstelle und lebten zum Teil in Tüxens Haushalt. Die Quellen Barkmann und Braun-Blanquet waren Freunde und enge Bekannte von Tüxen. Eine vertiefte Analyse von Historikern fehlt bislang.

### Nach 1945
Die Zentralstelle für die Vegetationskartierung des Reiches wurde 1949 in die Bundesanstalt für Vegetationskartierung überführt, blieb aber in Stolzenau. In der unmittelbaren Nachkriegszeit wehrte Tüxen sowohl mehrere Versuche zur Schließung der Einrichtung mit Hilfe ausländischer Forscherkollegen und Fachoffizieren der britischen Besatzungsmacht ab. Auf ähnlichen Wegen gelang es ihm 1959, eine Verlegung des Instituts nach Bonn zu verhindern und bis 1962 deren Leiter zu bleiben. 1962 fusionierte die Bundesanstalt für Vegetationskartierung mit der Bundesanstalt für Naturschutz und Landespflege zur Bundesforschungsanstalt für Naturschutz und Landschaftsökologie und 1963 wurde die Einrichtung nach Bonn verlegt und ging in das heutige Bundesamt für Naturschutz auf. 1964 wurde Tüxen pensioniert, füllte jedoch seinen Lehrauftrag an der Technischen Hochschule Hannover bis 1967 aus.
Im Jahr seiner Pensionierung, 1964, gründete Tüxen an seinem neuen Wohnort dem Rintelner Stadtteil Todenmann die private Forschungseinrichtung Arbeitsstelle für theoretische und angewandte Pflanzensoziologie. Er betrieb von dort weiter pflanzensoziologische Forschung und blieb bis zu seinem Tod 1980 im regen Austausch mit der internationalen Forschungsgemeinschaft auf diesem Feld. Bis zu seinem Tod blieb er Gastgeber der jährlichen Symposien der Internationalen Vereinigung für Vegetationskunde (IVV). Tüxen unternahm bis ins hohe Alter zahlreiche Forschungsreisen. Intensiven Kontakt pflegte er nach Japan z. B. mit einer mehrmonatigen Forschungsreise 1965 und 1974. Akira Miyawaki, einer der bedeutendsten japanischen Botaniker des 20. Jahrhunderts, hielt sich zwischen 1958 und 1964 mehrfach jahrelang an Tüxens Anstalt in Stolzenau auf und blieb auch danach in engem Kontakt mit dem deutschen Forscher.

## Wissenschaftliche Bedeutung
Die Publikation „Die Pflanzengesellschaften Nordwestdeutschlands“ im Jahr 1937 stellte die erste systematische Erfassung von Pflanzengesellschaften dar, die über ein lokales Betrachtungsgebiet hinausging. Die Arbeit wurde über Jahrzehnte international maßgebend für die Pflanzensoziologie. Tüxen sprach im Rückblick davon, dass diese Arbeit den Durchbruch der deutschen Pflanzensoziologie als Disziplin bedeutete. Heute ist ganz Europa systematisch pflanzensoziologisch erfasst. Er schrieb u. a. Arbeiten über die Vegetation Irlands, Spaniens, Japans, Islands, zu Hecken und Säumen, Buchenwäldern und Hochmoorgesellschaften, aber auch zu Bodenprofilen und Pilzen.
Die Pflanzensoziologie von Josias Braun-Blanquet und Tüxen („Zürich-Montpellier-Schule“) war eine neuartige Herangehensweise. Sie basierte auf Vegetationsaufnahmen, Tabellenarbeit und Abgrenzung und Hierarchisierung von abstrakten Pflanzengesellschaften (Assoziation, Verband, Ordnung, Klasse) mithilfe von Charakterarten, Differentialarten und Begleitern. Das einzelne Pflanzenindividuum war für Tüxen nicht so relevant wie das Verstehen der gesamten Artenzusammensetzung (Synökologie). Ebenfalls neu war die Ausbildung junger Forscher im Rahmen von konkreten, praktischen Anwendungen gegenüber offenen Feldforschungsprojekten, die Tüxen von Braun-Blanquet übernahm.
In Anlehnung an Karl Friedrichs definierte Tüxen die Pflanzengesellschaft organisch-ganzheitlich: „Eine Pflanzengesellschaft […] ist eine nach Artenverbindung durch den Standort ausgelesene Arbeitsgemeinschaft von Pflanzen […], die sich als selbst regulierendes und regenerierendes Wirkungsgefüge im Wettbewerb um Raum, Nährstoffe, Wasser und Energie einem soziologisch-dynamischen Gleichgewicht befindet, in dem jedes auf alles wirkt, und das durch Harmonie zwischen Standort und Produktion und aller Lebenserscheinungen […] gekennzeichnet ist.“
Tüxen begründete mit seiner Veröffentlichung 1956 das Konzept der potenziellen natürlichen Vegetation (PNV), das trotz Kritik naturschutzfachliche Bewertung und Planung prägt. Die PNV ist die angenommene Schlussgesellschaft nach einer Sukzession infolge einer (angenommenen) Beendigung menschlicher Eingriffe. Die PNV machte „Natürlichkeit“ als Konzept in einer zukunftsorientierten Weise operationalisierbar. Durch die Methode der Pflanzensoziologie und die PNV trug Tüxen zur Verwissenschaftlichung des Naturschutzes bei.
Tüxen veröffentlichte 542 Publikationen. Außerdem richtete er viele internationale Symposien (v. a. Gäste aus Europa und Japan) aus, wodurch Stolzenau und Rinteln zum Zentrum der europäischen Pflanzensoziologie wurden und dazu beitrugen, die pflanzensoziologische Aufnahme als vegetationskundliche Standardmethode in Mitteleuropa zu etablieren.
Tüxen verwendete seine Vegetationsaufnahmen als Indikatoren für Umweltverhältnisse und versuchte die Ergebnisse praktisch anzuwenden. Er wollte auf die optimale wirtschaftliche Nutzung eines Gebietes, z. B. für Grünlandwirtschaft oder Forstwirtschaft, schließen. Er berücksichtigte auch die Eignung für Erholung, militärische Nutzung oder Naturschutzgebiete. Die pflanzensoziologische Kartierung sollte Grundlage für alle Raumplanungen und raumbezogene Wirtschaftszweige sein, um Eingriffe in die Vegetation beurteilen zu können.

### Gründungen von Fachgesellschaften
1927 gründete er in Göttingen die Floristisch-soziologische Arbeitsgemeinschaft in Niedersachsen, die ausdrücklich Wissenschaftler und interessierte Laien zusammenbringen sollte und von 1928 an eine eigene Zeitschrift, die Mitteilungen der Floristisch-soziologischen Arbeitsgemeinschaft, herausgab. 1938 ging die Arbeitsgemeinschaft im Rahmen der Gleichschaltung in die Deutsche Arbeitsgemeinschaft für Pflanzensoziologie auf. Tüxen blieb zunächst Vorsitzender der Arbeitsgemeinschaft, wurde aber wegen fehlender NSDAP-Mitgliedschaft und angeblicher politischer Unzuverlässigkeit 1941 durch Erwin Aichinger (NSDAP) ersetzt. 1942 folgte die Zwangsauflösung der Arbeitsgemeinschaft. 1946 gründete Tüxen die Floristisch-soziologische Arbeitsgemeinschaft (FlorSoz) neu, wurde wieder ihr Vorsitzender und blieb es bis 1971. Er bestimmte entscheidend die Entwicklung der Arbeitsgemeinschaft, die zu einer der größten botanischen Organisationen Deutschlands wurde. Ihre Zeitschrift wurde nach Tüxens Tod ihm zu Ehren in Tuexenia umbenannt.
1937 wirkte Tüxen an der Gründung der International Phytosociological Society in Montpellier mit. 1949 nahm er an einem ersten Treffen zur Wiederbelebung der der Gesellschaft in Amsterdam teil. Das mündete 1954 in der formalen Neugründung in Paris als Internationale Vereinigung für Vegetationskunde (IVV) und die Gesellschaft heißt heute International Association for Vegetation Science (IAVS). Tüxen agierte dort in verschiedenen Funktionen bis zu seinem Tod wie Schriftführer, Kassier und Präsident. Von 1956 bis 1981 hielt die IVV ihre jährlichen Symposien bei Tüxen in Stolzenau und Rinteln.

### Herausgeber von Fachzeitschriften
Tüxen gründete zahlreiche Publikationsorgane und trug so maßgeblich zur Etablierung der Pflanzensoziologie bei. Tüxen wirkte nahezu von Beginn an als Redakteur an der 1949 gegründeten Fachzeitschrift Vegetatio (heute: Plant Ecology) mit und arbeitete 1958–1973 als Mitherausgeber. 1973 rief er die Zeitschrift Phytocoenologia ins Leben, die bis heute besteht (ISSN 0340-269X). Außerdem gründete er die Zeitschrift Angewandte Pflanzensoziologie.
Im Jahr 1956 begründete Tüxen die Excerpta Botanica sectio B Sociologica. Das war eine Bibliografie der internationalen pflanzensoziologischen Fachliteratur, die bis 1990 fortgesetzt wurde und 27 Bänden umfasst, worin 90.000 Publikationen verzeichnet sind. Ein weiteres Projekt war die Bibliographia Phytosociologica Syntaxonomica, eine pflanzensoziologische Bibliografie, die die Taxonomie abarbeiten sollte und am Ende 39 Klassen umfasste.
Tüxen war Herausgeber der Berichte über die Symposien der Internationalen Vereinigung für Vegetationskunde und der Mitteilungen der Floristisch-soziologischen Arbeitsgemeinschaft.
Reinhold Tüxens Publikationen summieren sich auf 542 Titel. Darin sind neben seinem Hauptarbeitsgebiet der Pflanzensoziologie auch Arbeiten zur Bodenkunde, Siedlungsentwicklung, Wechselwirkungen zwischen Mensch und Natur enthalten.

## Nachleben
Tüxens Nachlass, den das Land Niedersachsen nach seinem Tod erwarb, wird heute im Institut für Geobotanik der Universität Hannover aufbewahrt. Er umfasst insbesondere rund 25.000 teils handschriftliche und unveröffentlichte Vegetationsaufnahmen Tüxens und seiner Mitarbeiter. Im Jahr 2003 wurden diese digitalisiert.
Die Reinhold-Tüxen-Gesellschaft setzt die Tradition der Symposien in Hannover und Rinteln fort. Der Reinhold-Tüxen-Preis der Stadt Rinteln wird auf Vorschlag der Reinhold-und-Johanna-Tüxen-Stiftung an internationale Pflanzensoziologen vergeben. Außerdem wurde die Fachzeitschrift Tuexenia der Floristisch-soziologischen Arbeitsgemeinschaft nach ihm benannt.

## Ehrungen
- 1954: Verleihung des Kieler Kulturpreises[26]
- 1976: Alexander-von Humboldt-Medaille in Gold
- 1978: Niedersachsenpreis in der Kategorie Wissenschaft
- 1979: Ehrenbürgerschaft der Stadt Rinteln
- Bundesverdienstkreuz (1964, Großes Verdienstkreuz 1979)[35]
- Ehrendoktorwürde der Universitäten Montpellier (1959), Lille (1965)[25], Gießen (1975), Toulouse (1978), Hannover (1979) und der Fakultät für Biologie der Universität Freiburg (1977)[36]
- Ehrenmitglied der Naturhistorischen Gesellschaften von Hannover
- Ehrenmitglied der Botanischen Gesellschaften von Finnland (1943), Schweden (1960), Belgien, Tschechoslowakei (beide 1964), der Niederlande, Großbritannien (beide 1969) und Frankreich

## Schriften (Auswahl)
- Die Pflanzengesellschaften Nordwestdeutschlands. Hannover 1937. Reprint der Ausgabe bei Cramer, Lehre 1970 (= Historiae naturalis classica. Band 85), ISBN 3-7682-0701-3.
- Die Pflanzengesellschaften Nordwestdeutschlands. 2. völlig neu bearb. Auflage. Band 2, Cramer, Lehre 1979, ISBN 3-7682-0862-1.
- Bibliographia phytosociologica syntaxonomica. Hrsg. von Reinhold Tüxen. Cramer, Lehre, Lieferung 1–39 (1971–1986) + Supplement (1976).
- Unser Buchenwald im Jahreslauf (= Veröffentlichungen für Naturschutz und Landschaftspflege in Baden-Württemberg. Band 47). Institut für Ökologie und Naturschutz, Karlsruhe 1986, ISBN 3-88251-109-5 (Beschreibt den Buchenwald oberhalb von Tüxens Wohnhaus in Rinteln-Todenmann).